# Wagneriana madrejon
Wagneriana madrejon là một loài nhện trong họ Araneidae.
Loài này thuộc chi Wagneriana. Wagneriana madrejon được Herbert Walter Levi miêu tả năm 1991.